# Ramularia ulmariae
Ramularia ulmariae är en svampart som beskrevs av Cooke 1876. Ramularia ulmariae ingår i släktet Ramularia och familjen Mycosphaerellaceae.   Inga underarter finns listade i Catalogue of Life.